# Max Rebo Band
Groupe apparaissant dans
Star Wars.
? – 4 ap. BY
Chef du groupe
La Max Rebo Band est un groupe musical fictif de l'univers de Star Wars.

## Univers officiel
Max Rebo survit à la destruction de la barge à voile de Jabba. Il continue de jouer de la musique au Sanctuaire, une cantina de Tatooine appartenant à Garsa Fwip,.

## UniversLégendes
Max Rebo est initialement membre d'un groupe dirigé par Evar Orbus. Le groupe se construit une notoriété en jouant dans diverses cantinas et salles de la Bordure extérieure. Malgré les succès du groupe, seul Orbus touche des bénéfices, à partir de contrats douteux.
Le groupe a l'occasion de jouer à la cantina de Mos Eisley, ce qui déplaît aux Modal Nodes, un autre groupe déjà présent à Mos Eisley. Evar meurt lors d'une dispute avec les Modal Nodes et le groupe décide de laisser les Modal Nodes seuls dans la cantina de Mos Eisley. Max Rebo devient le chef du groupe,.
Le choix de Max Rebo comme chef est justifié par la fait qu'il peut être facilement manipulé. Sy Snootles, autre membre du groupe, considère qu'ainsi Max Rebo serait la principale cible en cas de nouvelle tentative d'attaque contre le groupe. Des danseurs et d'autres musiciens sont par ailleurs recrutés.
Max Rebo signe alors un contrat d'exclusivité avec Jabba, en échange d'un approvisionnement en nourriture illimité dans le palais de Jabba. L'accord déçoit fortement Sy Snootles.
La Max Rebo Band quitte parfois le palais de Jabba pour jouer dans d'autres planètes. Ainsi, le groupe est envoyé à Hoth pour jouer devant le criminel Bingo Mehndra. Cependant, McCool découvre que des explosifs sont cachés dans les haut-parleurs et qu'en réalité l'objectif est de tuer Bingo Mehndra. Afin de ne pas être présents lors de l'explosion, les membres du groupe décident de diffuser une holovid d'un concert précédents et s'enfuient. Jabba est si impressionné par la prestation du groupe qu'il décide d'y ajouter deux nouveaux membres et d'acheter de nouveaux instruments pour les musiciens.
Lors de la destruction de la barge à voile de Jabba à la suite de sa mort, les membres de la Max Rebo Band parviennent à se sauver de justesse en sautant. N'étant plus tenu par un contrat, le groupe se sépare.
Max Rebo se met à jouer pour les soldats de l'Alliance rebelle tout en en profitant pour manger. Après la création de la Nouvelle République, il s'installe à Coruscant, où il ouvre un restaurant, Max's Flangth House.
Les autres ex-membres de la Max Rebo Band n'ont pas autant de chance que Max Rebo. Ainsi, Sy Snootles devient addicte à l'épice et Droopy McCool erre et disparaît dans le désert de Tatooine.

## Membres
Siiruulian Phantele, plus connu sous le nom de scène Max Rebo, dirige la Max Rebo Band. C'est un ortolan, c'est-à-dire une sorte d'humanoïde à la peau bleu évoquant un éléphant. Il est claviériste au sein de son groupe.

## Concept et création
Dans la réédition du film Le Retour du Jedi sortie en 1997, plusieurs éléments de la scène d'apparition de la Max Rebo Band sont modifiés. La musique interprétée par la Max Rebo Band, Lapti Nek, est remplacée par une autre musique créée pour la scène, Jedi Rocks. Par ailleurs, au lieu des trois membres de la version de 1983, la scène montre désormais une Max Rebo Band composée de neuf membres. Enfin, la production de la scène recourt à des effets spéciaux numériques, qui remplacent notamment la marionnette utilisée pour Sy Snootles dans la version de 1983.

## Réception
Un journaliste du site Internet Den of Geek déplore les changements apportés par la réédition de 1997 à la scène de la Max Rebo Band. Il reproche notamment le remplacement de Lapti Nek par Jedi Rocks. Il explique en effet que la première amène à penser au chemin parcouru depuis la scène de la cantina dans Un nouvel espoir et son thème caractéristique, tandis que la seconde est nettement moins caractérisé par le style bizarre et inquiétant de la première.
Selon un article du site Internet Comic Book Resources, l'apparition de Max Rebo dans Le Livre de Boba Fett est « célébr[ée] » par les fans de la saga. L'article reprend des tweets de fans manifestant leur enthousiasme face à la révélation qu'il a survécu à la destruction de la barge à voile dans Le Retour du Jedi.
Selon un article du site Internet Jolie Bobine, le nom de Droopy McCool, membre de la Max Rebo Band, est un exemple typique de la tendance de Star Wars à utiliser des noms ridicules pour des personnages très mineurs, ces noms n'étant connus par les fans qu'à travers des recherches sur Internet. L'article explique que les noms étranges contribuent ainsi discrètement à ajouter à la saga un certain humour sans empêcher d'aborder sérieusement des sujets en premier plan de la saga.